# En dam smider planer
En dam smider planer är en amerikansk film från 1942 i regi av Sidney Lanfield.

## Handling
Ett gäng kriminella har stulet hemliga ritningar och tatuerat in dem på en kvinnas kropp. Under identiteten Sidney Royce ska hon sedan ta sig till Lissabon för att sälja ritningarna till högstbjudande. Istället blir det den riktige Sidney Royce, en reporter som reser till Lissabon. När detta blir känt försöker en mängd personer få se en skymt av ritningarna. 

## Rollista
- Paulette Goddard - Sidney Royce
- Ray Milland - Kenneth
- Roland Young - Ronald Dean
- Albert Dekker - Baron von Kemp
- Margaret Hayes - Rita Lenox
- Cecil Kellaway - Peter Miles
- Addison Richards - Paul Baker
- Edward Norris - Frank Richards
- Charles Arnt - Pooly